# Copiphana blachieri
Copiphana blachieri är en fjärilsart som beskrevs av Charles Oberthür 1913. Copiphana blachieri ingår i släktet Copiphana och familjen nattflyn. Inga underarter finns listade i Catalogue of Life.